# Joel Silver
Joel Silver (Nueva Jersey, 14 de julio de 1952) es un productor estadounidense mayormente conocido por haber producido exitosas franquicias cinematográficas de acción; tales como Die Hard, Lethal Weapon o Matrix. Es el fundador de Silver Pictures y cofundador de Dark Castle Entertainment. Lleva produciendo filmes desde los años 1970.

## Vida y carrera
Silver asistió al Instituto Columbia en Maplewood, New Jersey. Se le acredita (junto con Jared Kass) la invención del Ultimate Frisbee. A mediados de los 70 Silver se graduó en la escuela de artes de la Universidad de nueva York.
Tras producir varios éxitos de taquilla como Límite 48 Horas o Calles de Fuego Silver fundó en 1985 su propia productora bajo el nombre de Silver Pictures, con base en Hollywood, California. Más tarde fundaría Dark Castle Entertainment junto con Robert Zemeckis.
Se le acreditan alrededor de 100 producciones cinematográficas.
El 10 de julio del 1999 se casó con su asistenta; Karyn Fields.

## Filmografía
- Max (1976) (productor)
- The Warriors (1979) (productor asociado)
- Xanadu (1980) (coproductor)
- Jekyll and Hyde... Together Again (1982) (productor ejecutivo)
- 48 Hrs. (1982) (productor)
- Streets of Fire (1984) (productor)
- Brewster's Millions (1985) (productor)
- Weird Science (1985) (productor)
- Commando (1985) (productor)
- Jumpin' Jack Flash (1986) (productor)
- Lethal Weapon (1987) (productor)
- Predator (1987) (productor)
- Action Jackson (1988) (productor)
- Die Hard (1988) (productor)
- ¿Quién engañó a Roger Rabbit? (1988) (actor)
- Road House (1989) (productor)
- Lethal Weapon 2 (1989) (productor)
- Die Hard 2 (1990) (productor)
- The Adventures of Ford Fairlane (1990) (productor)
- Predator 2 (1990) (productor)
- Hudson Hawk (1991) (productor)
- Ricochet (1991) (productor)
- The Last Boy Scout (1991) (productor)
- Lethal Weapon 3 (1992) (productor)
- Demolition Man (1993) (productor)
- Richie Rich (1994) (productor)
- Tales from the Crypt: Demon Knight (1995) (productor ejecutivo)
- Assassins (1995) (productor)
- Fair Game (1995) (productor)
- Executive Decision (1996) (productor)
- Bordello of Blood (1996) (productor)
- Fathers' Day (1997) (productor)
- Conspiracy Theory (1997) (productor)
- Double Tap (1997) (productor)
- Lethal Weapon 4 (1998) (productor)
- The Matrix (1999) (productor)
- Made Men (1999) (productor)
- House on Haunted Hill (1999) (productor)

- Romeo Must Die (2000) (productor)

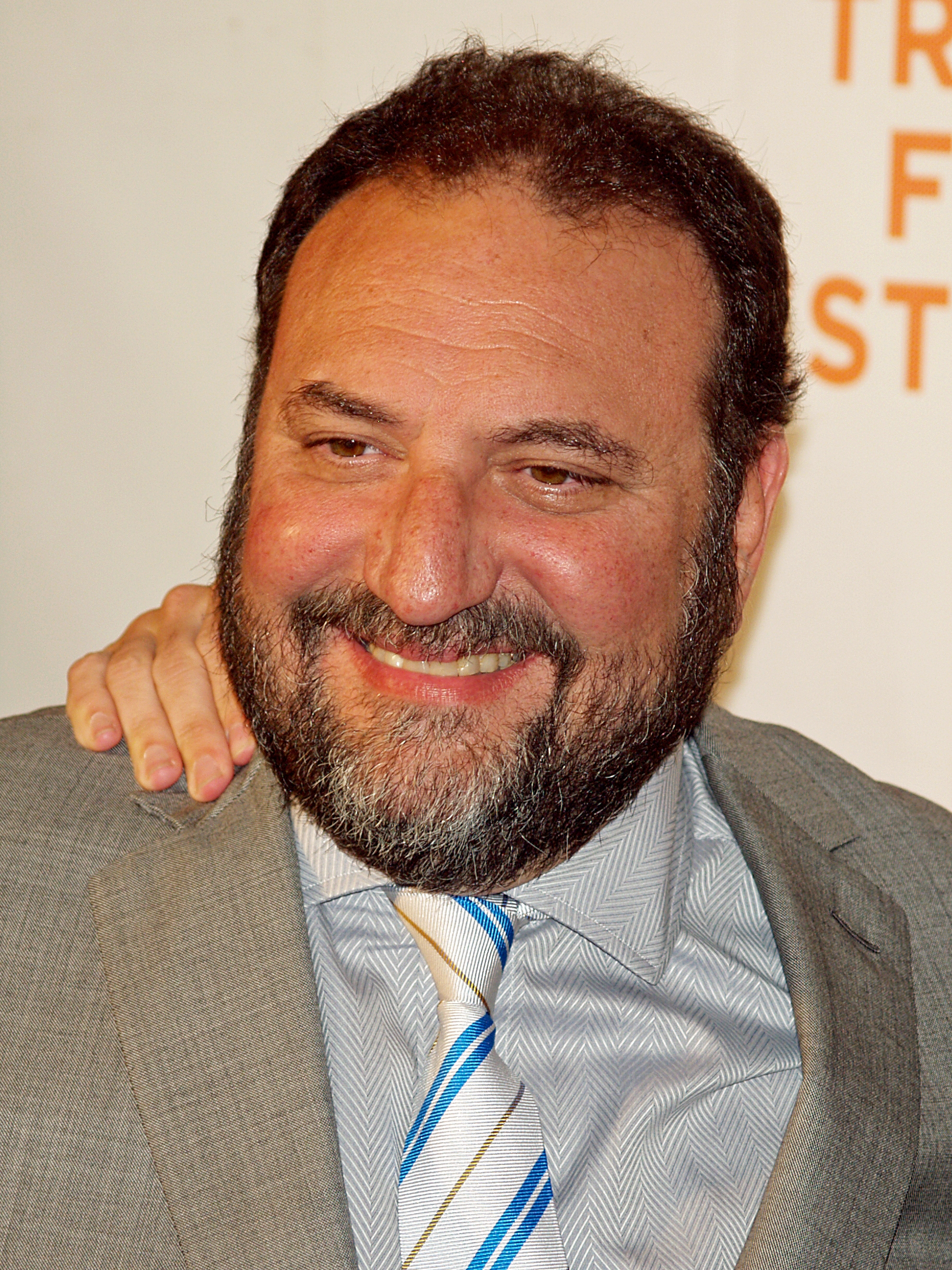
Silver en la premier de la película Speed Racer en 2008.

- Dungeons & Dragons (2000) (productor)
- Ritual (2001) (productor)
- Exit Wounds (2001) (productor)
- Proximity (2001) (productor)
- Swordfish (2001) (productor)
- 13 fantasmas (2001) (productor)
- Ghost Ship (2002) (productor)
- Cradle 2 the Grave (2003) (productor)
- The Animatrix (2003) (productor)
- The Matrix Reloaded (2003) (productor)
- The Matrix Revolutions (2003) (productor)
- Gothika (2003) (productor)
- La casa de cera (2005) (productor)
- Kiss Kiss Bang Bang (2005) (productor)
- V for Vendetta (2005) (productor)
- The Reaping (2007) (productor)
- The Invasion (2007) (productor)
- The Brave One (2007) (productor)
- Fred Claus (2007) (productor)
- Moonlight (2007) (productor ejecutivo)
- Speed Racer (2008) (productor)
- RocknRolla (2008) (productor)
- The Hills Run Red (2009) (productor)
- La huérfana (2009) (productor)
- Whiteout (2009) (productor)
- Ninja Assassin (2009) (productor)
- Sherlock Holmes (2009) (productor)
- The Book of Eli (2010) (productor)
- The Losers (2010) (productor)
- Splice (2010) (productor ejecutivo)
- Unknown (2011) (productor)
- Sherlock Holmes: Juego de sombras (2011) (productor)
- La aparición (2012) (productor)
- Dragon Eyes (2012) (productor)
- Bullet to the Head (2013) (productor)
- Enemies Closer (2013) (productor ejecutivo)
- Getaway (2013) (productor)
- Non-Stop (2014) (productor)
- The Loft (2014) (productor)
- Veronica Mars (2014) (productor ejecutivo)
- Collide (2016) (productor)
- Road House (2024)  (productor)